# 小鼠属
小鼠屬也稱鼠屬、鼷鼠属，是啮齿目鼠科的一属，当中最常見的是小家鼠（Mus musculus）。牠幾乎在所有的國家都能找到，例如在生物學研究中作為模式生物(Model organism)的實驗鼠。也是受人們喜愛的寵物之一。
除本属外，一些小型鼠类如仓鼠科的美國白足鼠（Peromyscus leucopus) 和鹿鼠（Peromyscus maniculatus）有時會棲息於房屋中，這些鼠通常和人們一起生活。

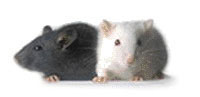
實驗室的基因剔除鼠

## 物種
小鼠屬共有30種，列表如下：
- 东洋界小鼠亚属（英语：Coelomys） Coelomys
  - 鼩小鼠（英语：Mus crociduroides） Mus crociduroides：苏门答腊西部
  - 斯里兰卡小鼠（英语：Mus mayori） Mus mayori：斯里兰卡
  - 锡金小鼠 Mus pahari：印度东北部至柬埔寨西南部及越南北部
  - 爪哇小鼠（英语：Mus vulcani） Mus vulcani：爪哇西部
- 小鼠亚属（英语：Mus (subgenus)） Mus
  - 印度小鼠（英语：Mus booduga） Mus booduga：巴基斯坦、印度、斯里兰卡、孟加拉、尼泊尔南部、缅甸中部
  - 田鼷鼠 Mus caroli：琉球群岛、台湾、华南至泰国，被引入至马来西亚与印尼西部
  - 褐小鼠（英语：Mus cervicolor） Mus cervicolor：印度北部至越南，被引入至苏门答腊及爪哇
  - 库氏小鼠（英语：Mus cookii） Mus cookii：印度东北部及南部、尼泊尔至越南
  - 塞浦路斯小鼠（英语：Mus cypriacus） Mus cypriacus：塞浦路斯
  - 南印小鼠（英语：Mus famulus） Mus famulus：印度西南部
  - 泰国小鼠（英语：Mus fragilicauda） Mus fragilicauda Auffray, Orth, Catalan, Gonzalez, Desmarais, Bonhomme 2003：泰国及寮国[2]
  - 南斯拉夫小鼠（英语：Mus macedonicus） Mus macedonicus：巴尔干半岛至以色列及伊朗
  - 小家鼠（小鼠、家鼷鼠） Mus musculus：引入至世界各地
  - 缅甸鼷鼠（英语：Mus nitidulus） Mus nitidulus：缅甸中部
  - 匈牙利小鼠（英语：Mus spicilegus） Mus spicilegus：奥地利至乌克兰南部及希腊
  - 地中海小鼠（英语：Mus spretus） Mus spretus：法国南部，伊比利亚半岛，巴利阿里群岛，摩洛哥至突尼斯
  - 土色小鼠（英语：Mus terricolor） Mus terricolor：印度、尼泊尔、孟加拉、巴基斯坦；被引入至苏门答腊
- 非洲小鼠亚属（英语：Nannomys） Nannomys
  - 象牙海岸小鼠（英语：Mus baoulei） Mus baoulei：象牙海岸和几内亚
  - 蟾小鼠（英语：Mus bufo） Mus bufo：乌干达、卢旺达、布隆迪及刚果民主共和国边境山区
  - 安哥拉小鼠（英语：Mus callewaerti） Mus callewaerti：安哥拉及刚果民主共和国
  - 岗地小鼠（英语：Mus goundae） Mus goundae：中非共和国
  - 博茨瓦纳小鼠（英语：Mus haussa） Mus haussa：塞内加尔至尼日利亚北部
  - 衣冠小鼠（英语：Mus indutus） Mus indutus：安哥拉西南部至津巴布韦和南非北部
  - 索马里小鼠（英语：Mus mahomet） Mus mahomet：埃塞俄比亚、乌干达西南部和肯尼亚西南部
  - 加纳小鼠（英语：Mus mattheyi） Mus mattheyi：加纳
  - 南非小鼠 Mus minutoides：津巴布韦、莫桑比克南部、南非
  - 可喜小鼠（英语：Mus musculoides） Mus musculoides：撒哈拉以南非洲，常见异名M. minutoides
  - 鼩形小鼠（英语：Mus neavei） Mus neavei：刚果民主共和国东部至南非东北部
  - 山谷小鼠（英语：Mus orangiae） Mus orangiae：南非
  - 中非小鼠（英语：Mus oubanguii） Mus oubanguii：中非共和国
  - 刚毛小鼠（英语：Mus setulosus） Mus setulosus：塞内加尔至埃塞俄比亚和肯尼亚西部
  - 赞比亚小鼠（英语：Mus setzeri） Mus setzeri：纳米比亚东北部、博茨瓦纳和赞比亚西部
  - 乌干达小鼠（英语：Mus sorella） Mus sorella：喀麦隆东部到坦桑尼亚北部
  - 娇小鼠（英语：Mus tenellus） Mus tenellus：苏丹至索马里南部和坦桑尼亚中部
  - 海神小鼠（英语：Mus triton） Mus triton 埃塞俄比亚南部至安哥拉中部和马拉维
- 南亚小鼠亚属（英语：Pyromys） Pyromys
  - 弗氏小鼠（英语：Mus fernandoni） Mus fernandoni：斯里兰卡
  - 菲氏小鼠 Mus phillipsi：印度西南部
  - 扁毛小鼠（英语：Mus platythrix） Mus platythrix：印度
  - 岩洞小鼠（英语：Mus saxicola） Mus saxicola：巴基斯坦南部、尼泊尔南部及印度
  - 肖氏小鼠（英语：Mus shortridgei） Mus shortridgei：缅甸至柬埔寨西南部及越南西北部